# Jan Pleva
Jan Pleva (11. července 1843 Skrýšov – 23. března 1929 Německý Brod) byl rakouský a český politik, v 2. polovině 19. století poslanec Českého zemského sněmu a Říšské rady.

## Biografie
Pocházel z rychtářského rodu Plevů usazených v Skrýšově u Polné již od 16. století. Vychodil obecnou školu v Janovicích a měšťanskou školu v Polné. Následovalo studium na německojazyčné střední škole v Jihlavě. Od roku 1864 byl aktivní ve veřejném životě v rodné obci, kde působil jako statkář. V roce 1872 se stal okresním starostou v Polné a na tomto postu setrval až do roku 1923.
V 70. letech 19. století se zapojil do zemské a později i do celostátní politiky. V doplňovacích volbách roku 1876 byl zvolen na Český zemský sněm v kurii venkovských obcí (obvod Německý Brod – Humpolec – Polná – Přibyslav). Nahradil zesnulého poslance Václava Zeleného. V rámci politiky pasivní rezistence (český bojkot zemského sněmu) nicméně mandát nepřijal a byl pak pro absenci zbaven poslaneckého křesla. V doplňovacích volbách roku 1877 byl manifestačně zvolen znovu. Uspěl za svůj obvod i v řádných volbách roku 1878. Mandát obhájil i ve volbách roku 1883 a volbách roku 1889. Zasedal i na Říšské radě, kam byl zvolen ve volbách do Říšské rady roku 1885 za kurii venkovských obcí, obvod Německý Brod, Polná atd.
Patřil k staročeské straně (Národní strana). Po volbách v roce 1885 se na Říšské radě připojil k Českému klubu (jednotné parlamentní zastoupení, do kterého se sdružili staročeši, mladočeši, česká konzervativní šlechta a moravští národní poslanci).
Byl aktivní v četných národohospodářských a zemědělských organizacích. V letech 1908–1911 byl místopředsedou zemědělské rady. Podílel se na podpoře lnářské výroby na Vysočině a na zakládání družstevních lihovarů a škrobáren. V roce 1907 mu byl udělen Řád železné koruny III. stupně. Zasedal v okresní školské radě v Německém Brodu a předsedal Hospodářskému spolku v Polné. Zasloužil se o vydávání prvního polenského regionálního periodika Rozhledy po zemědělství na pomezí českomoravském. Organizoval zemědělské kurzy.
V roce 1918 se krátce stal vysokým úředníkem československého ministerstva zemědělství. Zemřel v březnu 1929 v Německém Brodě, kde na sklonku života pobýval u své dcery Marie Sovové-Plevové.